# Klaus Röder (Musiker)
Klaus Röder – oft buchstabiert Roeder – (* 7. April 1948 in Stuttgart) ist ein deutscher Musiker und Musiklehrer, bekannt wurde er für seine Mitwirkung bei der deutschen Band Kraftwerk.

## Leben
Er lernte Geige- und Klavierspiel, bevor er sich 1968 dem Ingenieursstudium Bild und Ton zuwandte. Nach eigenen Angaben inspirierte ihn vor allem Karlheinz Stockhausen. Später studierte er zusätzlich Komposition bei Milko Kelemen und Günther Becker sowie Gitarre bei Dieter Kreidler an der Robert Schumann Hochschule Düsseldorf und schloss mit einem Diplom für Komposition elektronischer Musik ab.
Interessiert an experimentaler und Avantgardemusik begann er Synthesizer-Controller und Gitarren-Synthesizer zu entwerfen und bauen und Musik mit Synthesizern und Kassettenrecordern zu bearbeiten.
Seit 1972 arbeitet er als Gitarrenlehrer an der Musikschule in Langenfeld.
Er benutzte seine Gitarre als Impulsgeber für seinen Synthesizer in einer Free-Jazz-Gruppe und spielte 1974 bis Februar 1975 für kurze Zeit bei Kraftwerk. Er war beim Einspielen des US-Goldhits Autobahn beteiligt.
Seit 1975 arbeitet er in seinem eigenen Musik-Studio in Solingen. Dabei verwendet er anstelle von herkömmlichen Musikinstrumenten fast nur noch den Computer.
Röder ist verheiratet und hat drei Kinder, er lebt und unterrichtet in Langenfeld.

## Werke
- 2010 Kristallisationen 2 – LP
- 2009 Kristallisationen – LP
- 2008 Kraftwerk And The Electronic Revolution – DVD, Interviews auf dem Dokumentarfilm[5]
- 2002 Frozen Sounds
- 1999 Live-Music 1
- 1993 Kristallisationen 5
- 1985 Kompositionen 1981 - [19]83 – LP[6]
- 1981 Elektronische Kompositionen / Klaus Röder – LP[7]
  - A-Seite Tanz (1976), Klangbild (1980)
  - B-Seite Mr Frankensteins babies (1979)[8], Konzertwalzer (1977)
- 1978 Schmutzmusik[9][10]
- 1974 Autobahn mit Kraftwerk